# كاناكو هيجوتشي
كاناكو هيجوتشي (باليابانية: 樋口可南子) هي ممثلة يابانية، ولدت في 13 ديسمبر 1958 بكامو في اليابان.

## أعمال

### أفلام
- (2004) كاشيرن

## وصلات خارجية
- كاناكو هيجوتشي على موقع IMDb (الإنجليزية)
- كاناكو هيجوتشي على موقع ألو سيني (الفرنسية)
- كاناكو هيجوتشي على موقع أول موفي (الإنجليزية)
- كاناكو هيجوتشي على موقع قاعدة بيانات الفيلم (الإنجليزية)
- كاناكو هيجوتشي على موقع كينوبويسك (الروسية)